# امپراتوری شونگا
امپراتوری شونگا سلسله‌ای بود که از ۱۸۴ ق. م تا ۷۵ ق. م بیشتر شرق و مرکز شبه قاره هند را تحت کنترل خود داشت.
اولین پادشاه این سلسله ۳۶ سال حکومت کرد و سپس پسرش جانشین او شد. این سلسله ده امپراتور داشت. با این حال، پس از مرگ دومین پادشاه سلسله، امپراتوری به سرعت از هم پاشید و به ضعف رسید.